# Фекете, Ласло
Ла́сло Феке́те (венг. Fekete László; 14 апреля 1954, Будапешт — 4 марта 2014, Будапешт) — венгерский футболист, играл на позиции нападающего.

## Биография

### Клубная карьера
Фекете большую часть карьеры играл за «Уйпешт», в котором отыграл девять сезонов. В составе этой команды Фекете выиграл четыре чемпионских титула и Кубок Венгрии 1975 года. Всего за этот период Фекете сыграл в чемпионате Венгрии 202 матча, в которых забил 126 голов. В 1982 году Фекете перешёл в «Волан», в котором отыграл один сезон.
По окончании сезона вернулся в «Уйпешт», в котором отыграл следующий сезон.
Затем Фекете перешёл в австрийский «Штурм», откуда вскоре перешёл в «Комлои Баньяс», который покинул по окончании сезона. В последующие годы Фекете играл за команды низших австрийских дивизионов и завершил карьеру игрока.

### Карьера в сборной
В составе сборной Венгрии сыграл 21 матч, в которых забил 5 мячей.

### Смерть
Скончался 4 марта 2014 года в Будапеште в возрасте 59 лет.

## Достижения
«Уйпешт»
- Чемпион Венгрии (4) : 1973/74, 1974/75, 1977/1978, 1978/1979
- Обладатель Кубка Венгрии (1) : 1974/75